# Gladson Cameli
Gladson de Lima Cameli (Cruzeiro do Sul, 26 de março de 1978) é um engenheiro, empresário e político brasileiro, filiado ao Progressistas (PP). Atualmente é governador do estado do Acre, eleito nas eleições gerais de 2018, em primeiro turno, com 223.993 votos, e reeleito em 2022.

## Biografia
Gladson Cameli, filho de Eládio Messias Cameli e Maria Lindomar de Lima Cameli, cursou o Ensino Fundamental na Escola São José, em Cruzeiro do Sul, sua cidade natal, entre 1985 e 1992. Em Manaus, cursou o Ensino Médio no Instituto Batista do Amazonas (IBA), concluído em 1995. Já com 19 anos de idade, capacitou-se na fluência da língua inglesa pela EF International School of English, na Inglaterra, e iniciou o curso de Engenharia Civil no Instituto Luterano de Ensino Superior de Manaus, concluído em 2001.
pai de Guilherme Correia Cameli, Gladson tornou-se sócio da Marmud Cameli Cia Ltda, empresa de sua família, em 1997. Além disso, o ex-senador também passou pelo cargo de Responsável Técnico da Construtora ETAM Ltda de Manaus em 2005.

## Trajetória política

### Início de carreira
A trajetória política de Cameli é marcada pela herança política familiar, já que é sobrinho do ex-governador do estado Orleir Cameli, falecido em 2013, que governou entre anos de 1995 e 1999.
Gladson Cameli, membro do Conselho Municipal da Juventude, filiou-se ao PFL durante (2000-2003) e ao PPS durante (2003-2005). Entretanto, iniciou sua trajetória política aos 28 anos como membro do PP, no qual se filiou em 2005, e eleito pela primeira vez em 2006 para o mandato de deputado federal (2007-2011) com 18.886 votos.
Nas eleições de 2010, reelegeu-se como deputado (2011-2015) com mais de 30 mil votos. Em outubro de 2009, foi condecorado com o Título de Cidadão Rio Branquense pela Câmara Municipal de Rio Branco/AC.

### Senador do Acre
Em 2014, durante a campanha eleitoral, duas das três pesquisas divulgadas pelo Ibope no Acre apontaram a vitória de Gladson Cameli. Na data das eleições, Gladson alcançou a vitória para o cargo senador, com cerca de 218.756 votos.
Em 2016, o então senador votou a favor do Impeachment de Dilma Rousseff e da PEC do Teto dos Gastos Públicos. Gladson também votou a favor da reforma trabalhista em julho de 2017, e posicionou-se contra a cassação de Aécio Neves no conselho de ética do Senado.
Em 2017, uma ação movida por Gladson Cameli (PP-AC) condenou o militante do Partido dos Trabalhadores (PT), Cesário Campelo, a pagar R$ 30 mil por danos morais. Campelo acusou Cameli de ter usado dinheiro de tráfico de drogas para custear campanha política e de causar problemas em voo comercial por embriaguez. A decisão do Tribuanal de Justiça determinou, além do pagamento de danos morais, a exclusão das postagens ofensivas e publicação de textos de retratação.

### Governador do Acre
Nas eleições de 2018, concorreu ao cargo de governador do Acre, em chapa com Major Rocha, na qual venceu já no primeiro turno, sobre os candidatos Marcus Alexandre (PT), Coronel Ulysses (PSL), Janaína Furtado (Rede) e David Hall (Avante). Para assumir o cargo, Cameli não concluiu seu mandato no legislativo, renunciando para se tornar governador. A vitória de Gladson Cameli quebrou a hegemonia petista existente no estado do Acre por cerca de 20 anos. 
Já nas eleições de 2022, concorreu a reeleição na chapa com Mailza Gomes, na qual também venceu em primeiro turno com 242.100 votos  sobre os candidatos Jorge Viana (PT), Mara Rocha (MDB), Petecão (PSD), Márcio Bittar (UNIÃO), Professor Nilson (PSOL) e David Hall (Agir).

### Gabinete
Na posse de 2023, o gabinete de Gladson Cameli foi composto dos seguinte secretários:
| Pasta                                   | Incumbente            | Partido      |
| --------------------------------------- | --------------------- | ------------ |
| Saúde                                   | Pedro Pascoal         |              |
| Ciência e Tecnologia                    | Assurbanipal Mesquita |              |
| Produção e Agronegócio                  | José Luís Tchê        |              |
| Meio Ambiente                           | Julie Messias         |              |
| Segurança Pública                       | José Américo Gaia     |              |
| Polícia Civil                           | José Henrique Dias    | Independente |
| Empreendedorismo e Turismo              | Marcelo Messias       |              |
| Comunicações                            | Nayara Lessa          |              |
| Infraestrutura e Desenvolvimento Urbano | Italo Lopes           | Independente |
| Planejamento                            | Ricardo Brandão       |              |
| Educação                                | Aberson Carvalho      |              |
| Gestão Estratégica                      | Paulo Roberto Correa  |              |
| Fazenda                                 | Amarísio              | Independente |
| Casa Civil                              | Jonathan Donadoni     | Independente |

## Desempenho em eleições
| Ano  | Eleição          | Candidato a      | Partido | Coligação                                                                                      | Suplentes/Vice      | Votos        | Resultado |
| ---- | ---------------- | ---------------- | ------- | ---------------------------------------------------------------------------------------------- | ------------------- | ------------ | --------- |
| 2006 | Estadual no Acre | Deputado Federal | PP      | Frente Popular do Acre I PT, PP, PL, PSB, PCdoB, PRTB e PMN                                    | —                   | 18.886 (3º)  | Eleito    |
| 2010 | Estadual no Acre | Deputado Federal | PP      | Frente Popular do Acre II PT, PP, PR, PSB, PRB, PDT, PTB, PCdoB, PTN, PV, PHS, PSDC, PTC e PRP | —                   | 32.623 (4º)  | Eleito    |
| 2014 | Estadual no Acre | Senador          | PP      | Aliança por um Acre melhor PSDB, PMDB, PP, PSD, PR, SD, PSC, PPS, PTdoB e PTC                  | Mailza Gomes (PSDB) | 218.756 (1º) | Eleito    |
| 2018 | Estadual no Acre | Governador       | PP      | Mudança e Competência PP, PSDB, MDB, PSD, PR, DEM, PTB, SD, PPS, PMN, e PTC                    | Major Rocha (PSDB)  | 223.993 (1º) | Eleito    |
| 2022 | Estadual no Acre | Governador       | PP      | Avançar para fazer mais PP, PDT, PSDB, Cidadania, PODE, Solidariedade, Patriota, DC, PMN e PMB | Mailza Gomes(PP)    | 241.592 (1º) | Eleito    |

## Controvérsias

### Propaganda Eleitoral Antecipada
Em 2009, o Ministério Público Federal (MPF) entrou com ação judicial contra Gladson Cameli (PP) e Ilderlei Cordeiro (PPS), pautado na acusação de propaganda irregular extemporânea. Segundo o MPF, Gladson teria fixado, no mês de outubro, um outdoor que fazia propaganda eleitoral com vista à eventual futura candidatura ao pleito de 2010, antes do prazo estabelecido pela legislação vigente. Em defesa, Gladson alegou  que o a divulgação seria em prol de audiência pública sobre o valor da energia elétrica cobrada no Acre, mas a alegação foi descartada pela justiça tendo em vista que o cartaz não apresentava nenhuma informação sobre a suposta audiência, exceto pela apresentação da temática mencionada pelo político. Ambos os representantes indiciados foram condenados a pagar multa no valor de 5 mil reais cada um, com base no artigo 36 da Lei 9.504/97. Em outro ajuizamento, já em 2010, o Tribunal Regional Eleitoral (TRE) aplicou multa ao Partido Progressista (PP), ao vice-governador do Estado, César Messias, e ao deputado federal Gladson Cameli, também por propaganda eleitoral antecipada realizada nos horários reservados à propaganda partidária gratuita.

### Ligação com madeireira processada
Sócio da Marmud Cameli desde 1997, o nome de Gladson também é citado no processo judicial respondido pela empresa há cerca de 30 anos contra o pedido de indenização dos Ashaninka, povo indígena que vive na fronteira do estado com o Peru. O processo fora encaminhado pela queixa dos nativos de terem sido explorados pela empresa madeireira nos anos de 1980, durante a segunda ocupação do Acre. A pesquisa assegurada pelo Instituto Socioambiental (ISA) diz que mais de um quarto da Terra Indígena Ashaninka, homologada em 2000, sofreu com a atividade madeireira intensiva, comprometendo a vida e a alimentação dos indígenas. A madeireira foi condenada pelo Superior Tribunal de Justiça (STJ) a pagar multa de cerca de 35 milhões de reais como forma de indenização, com recurso negado pelo ministro Alexandre de Moraes. Entretanto, meses depois, Alexandre voltou atrás em sua decisão, exibindo novo posicionamento. O caso continua em aberto.

### Suposta participação em esquema de corrupção
Em 2015, o Supremo Tribunal Federal abriu investigação de inquérito sobre 49 pessoas suspeitas de participação no esquema de corrupção da Petrobras revelado pela Operação Lava Jato, entre as quais constava o nome de Gladson Cameli. Segundo o doleiro Alberto Youssef, Cameli teria recebido, junto com outros membros do PP, repasses mensais entre 30 mil e 150 mil reais da cota da legenda no esquema na Petrobras. As acusações de lavagem de dinheiro, corrupção passiva e formação de quadrilha foram negadas por Gladson Cameli, dado que a investigação não obteve provas suficientes no delito de organização criminosa contra o político e outros 14 representantes do partido.Posteriormente, o então PGR, Rodrigo Janot, pediu que o STF retirasse o nome do então senador da investigação, inocentando-o.

### Acusação de abuso sexual
Em 21 de agosto de 2024, o modelo Marcelo Bimbi, ex-marido de Nicole Bahls, publicou em sua conta no Instagram, por meio de stories, acusações de abuso sexual contra Gladson Cameli. Bimbi afirmou ter sido estuprado por Cameli em um apartamento em Brasília e relatou ter recebido ameaças de morte após tornar as acusações públicas. O governador respondeu às alegações, negando o crime do qual foi acusado e informando que tomaria medidas legais, afirmando que qualquer ilação infundada seria tratada juridicamente.
Mais tarde, Bimbi emitiu uma nova declaração afirmando que sua conta havia sido hackeada e que as acusações não foram feitas por ele. Ele também destacou que Cameli é seu amigo de longa data e que o governador não merecia o desrespeito e as acusações caluniosas que foram publicadas pelo hacker.

## Operação Ptolomeu

### 1ª Fase
Na manhã do dia 16 de dezembro de 2021, a Polícia Federal no Estado do Acre, com apoio da Controladoria-Geral da União (CGU), deflagrou a Operação Ptolomeu, para desarticular organização criminosa que atuava no governo do Acre. São cumpridos no Acre, no Amazonas e no Distrito Federal 41 mandados de busca e apreensão e um mandado de prisão. O apartamento do governador do estado, Gladson Cameli (PP) é um dos locais onde as buscas foram realizadas. Além disso, os policiais estiveram no escritório do governador; Palácio Rio Branco e Casa Civil.
Gladson Cameli e outros investigados são suspeitos de operar um esquema de corrupção na cúpula do governo estadual. Segundo a investigação, os valores movimentados pelos envolvidos ultrapassam R$ 800 milhões. A operação foi autorizada pelo STJ (Superior Tribunal de Justiça), que também decretou medidas cautelares: o afastamento da função pública, a proibição de acesso a órgãos públicos e o impedimento de contato entre os investigados. A Corte também mandou bloquear aproximadamente R$ 7 milhões das contas dos suspeitos, bem como o confisco de veículos de luxo provenientes dos crimes.
Segundo a investigação da PF no Acre, o grupo, formado por empresários e por agentes públicos ligados à gestão estadual, aparelhou a estrutura do governo para cometer crimes de corrupção e lavagem de dinheiro, desviando recursos públicos e ocultando a destinação dos valores.
A PF não especificou quais são as suspeitas que recaem sobre o governador, nem especificou quais são os crimes imputados a cada um dos investigados.
A CGU apurou que as empresas envolvidas têm diversos contratos com o governo acreano. Parte deles envolve convênios federais e repasses relacionados ao Sistema Único de Saúde (SUS) e do Fundo de Manutenção e Desenvolvimento da Educação Básica(FUNDEB). Não foram especificados quais contratos são considerados suspeitos.
Durante a investigação, foram identificadas diversas transações financeiras suspeitas em contas correntes, pagamentos de boletos de cartão de crédito, transações de imóveis de alto valor e aquisições de veículos de luxo por valores mais baixos do que os de mercado. Também foi verificado que o grupo frequentemente movimentava grande quantidade de dinheiro em espécie, inclusive com uso do aparato de segurança pública do estado.

### 2ª Fase
A 2ª fase da Operação Ptolomeu foi deflagrada em 22 de dezembro de 2021. Segundo a Polícia Federal, foram identificados indícios de que alguns servidores públicos estariam destruindo provas para dificultar investigações.
Após isso, o Superior Tribunal de Justiça (STJ) decretou a prisão preventiva da coordenadora de gabinete de Gladson (Rosângela da Gama Pereira Pequeno), e a imediata instauração de novo inquérito policial para apurar o crime de obstrução de investigação de organização criminosa, o STJ também determinou o cumprimento de cinco mandados de busca e apreensão em endereços da cidade de Rio Branco (AC) ligados a pessoas suspeitas de participar de atos de corrupção e lavagem de dinheiro público desviado dos cofres estaduais.

### 3ª Fase
A 3ª fase da operação Ptolomeu, iniciada em 2021 e que investiga, entre outros, o governador do Acre, Gladson Cameli, foi deflagrada em 9 de março de 2023, a partir de investigações da Polícia Federal, da Procuradoria-Geral da República, da Receita Federal e da Controladoria-Geral da União.
A 3ª Fase ocorreu desde as primeiras horas da manhã, com ação de mais de 300 policiais, servidores da CGU e da Receita. Foram cumpridos 89 mandados de busca e apreensão nos Estados do Acre, Piauí, Paraná, Amazonas, Goiás e Rondônia, além do Distrito Federal.
Segundo a CGU, os alvos da operação praticavam fraudes em contratações públicas no Acre com recursos da saúde, da educação e do Banco Nacional de Desenvolvimento Econômico e Social (BNDES), relacionadas à execução de obras de infraestrutura e serviços de manutenção predial.
De acordo com a PF, R$120 milhões em bens foram bloqueados. Aeronaves, casas e apartamentos de luxo foram apreendidos.
Embora Gladson Cameli não seja  alvo especificamente desses mandados, Por ordem do STJ, ele teve os bens sequestrados e está impedido de deixar o país, ele terá que entregar seu passaporte. Outros integrantes da cúpula do governo também são alvos. O pai de Gladson, Eladio Cameli, e um irmão do governador, Gledson Cameli, também estão na mira da PF.
De acordo com material divulgado pela CGU, a operação tenta desarticular uma organização criminosa especializada em fraudar contratações públicas. Suspeita-se  que recursos da saúde, da educação e do BNDES para obras de infraestrutura e serviços de manutenção tenham sido desviados. A CGU e a PF identificaram superfaturamento e inexecução contratual em pelo menos quatro contratos com empresas da área de construção civil.
Essas empresas receberam, desde 2019, mais de R$ 268,6 milhões em recursos públicos. As evidências apontam uma série de condutas irregulares, incluindo:
- uso de sócios ocultos para disfarçar a conexão das empresas com servidores públicos envolvidos nas contratações;
- movimentações de altos valores em espécie (dinheiro vivo);

### Decisão STJ
A ministra do Superior Tribunal de Justiça (STJ), Nancy Andrighi, decidiu suspender o prazo para a defesa do governador do Acre, Gladson Cameli, no âmbito da Operação Ptolomeu. A medida foi tomada em resposta a uma petição dos advogados de Cameli, que buscaram a suspensão até que todas as provas e suas fontes fossem devidamente anexadas aos autos. 